# V-bombnik
V-bombnik angleško V-bomber tudi V-Force je oznaka za tri strateške bombnike, ki so jih uporabljale britanske Kraljeve zračne sile (RAF) v 1950ih in 1960ih. Vsi trije bombniki se začnejo na črko V: Avro Vulcan (prvi let 1952), Vickers Valiant (prvi leta 1951) in Handley Page Victor (prvi let 1952). Bombniki so bili oboroženi tako s konvencionalnim kot jedrskim orožjem. Britanski V-bombniki so precej manjših dimenzij kot ameriški ali sovjetski bombniki.
Kasneje so Britanske sile upokojile vse strateške bombnike.